# ウィリー・エルナンゴメス
ウィリー・エルナンゴメス（Willy Hernangómez）ことギジェルモ・グスタボ・エルナンゴメス・ヘウエル  （Guillermo Gustavo Hernangómez Geuer 1994年5月27日 - ）は、スペイン・首都マドリード出身のプロバスケットボール選手。スペインのFCバルセロナに所属している。ポジションはセンター。弟のフアンチョ・エルナンゴメスもNBA選手。

## 来歴
2011年にレアル・マドリード・バロンセストと契約し、Bチームでプロデビュー。2013年にCBセビリアにローン移籍し、クリスタプス・ポルジンギスと共にプレー。ポルジンギスと共に主力として活躍し、2015年のNBAドラフトにエントリー。

### ニューヨーク・ニックス
35位でフィラデルフィア・76ersから指名された後、ポルジンギスが全体4位指名を受けたニューヨーク・ニックスに権利が移動。ポルジンギスは指名された2015年にNBA入りしたものの、エルナンゴメスはレアル・マドリード・バロンセストに復帰。1シーズンプレーした後に2016-17シーズンよりNBAでプレーすることを宣言し、2016年7月5日にニューヨーク・ニックスと契約。ニックスでもポルジンギスと共にプレーすることになった。
ルーキーシーズンとなった2016-17シーズンは、ジョアキム・ノアが負傷離脱した2月以降スタメンに定着し、4月には月間優秀新人選手に選出された。

### シャーロット・ホーネッツ
2018年2月7日、ジョニー・オブライアント、2020年、2021年のドラフト2順目指名権とのトレードでシャーロット・ホーネッツに移籍した

### ニューオーリンズ・ペリカンズ (2020–2023)
2020年11月30日、 ニューオーリンズ・ペリカンズと契約した。

### FCバルセロナ (2023–present)
2023年7月12日、スペインの FCバルセロナと契約した。

## スペイン代表
2011年のユース世代の代表に招集され、2015年の欧州選手権でスペイン代表デビュー。見事に優勝し、2016年リオデジャネイロオリンピック出場権を獲得した。

## 家族
弟もバスケットボール選手のフアン・エルナンゴメスで、2016年のNBAドラフトでデンバー・ナゲッツから15位で指名された。